# 甘拜地
甘拜地（英語：或Kambaiti、Kanpaiti等），又译甘败地或甘拜迪，是缅甸克钦邦的一个边境口岸小镇，与中国腾冲市猴桥镇接壤。该镇设有甘拜地口岸，与之对接的是中方的猴桥口岸。2009年8月1日，由保山市出资350万元人民币援建的甘拜地口岸联检大楼正式移交缅方。